# Lijst van heren en vrouwen van Wisch

Wapen van Wisch, volgens het Ridderschap van Zutphen

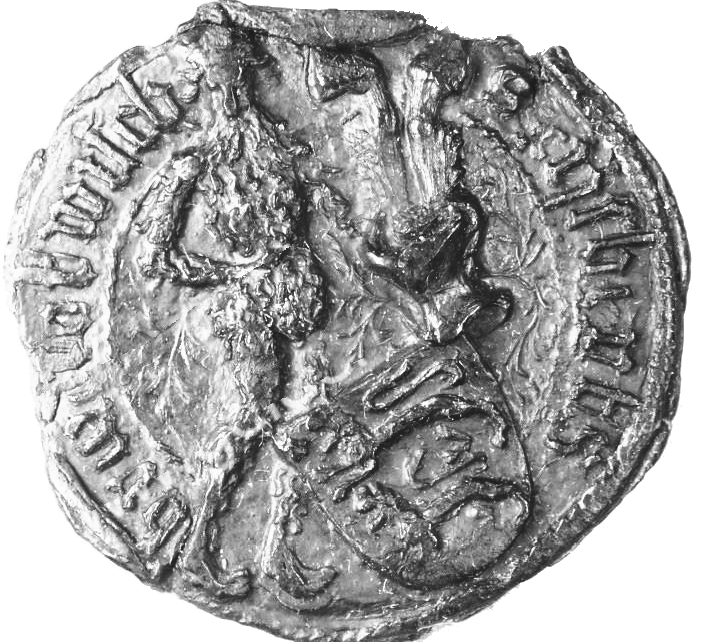
Zegel, met daarop een afbeelding het wapen van de heren van Wisch. Rechts van het schild een wildeman als schildhouder. Op het schild staan twee gaande leeuwen, waarop het latere wapen van de voormalige gemeente Wisch is gebaseerd, ook in het gemeentewapen van de Oude IJsselstreek staat nog een Wische leeuw. Op het schild rust een omgewende helm, met daarop twee paardenbenen.

Wapen heerlijkheid Wisch zoals afgebeeld in het Wapenboek Gelre

Hierna volgt een lijst met de heren en vrouwen van Wisch. 
| ca. 1150       | Stephanus 1 van Wisch   | 1ste      | woonde op Oud-Wisch                                                                                            |           |                                  |           |           |
| 1178           | Berend van Wisch        | 2de       | zoon, woonde op Oud-Wisch, begr. in klooster Bethlehem, te Gaanderen.                                          |           |                                  |           |           |
| 1178           | Sweder van Wisch        | 3de       | broer, woonde op Oud-Wisch, begr. in klooster Bethlehem, te Gaanderen.                                         |           |                                  |           |           |
| ca. 1205       | Stephanus II van Wisch  | 4de       | zoon, woonde op Oud-Wisch                                                                                      |           |                                  |           |           |
| 1234-1285      | Dirk I van Wisch        | 5de       | zoon, woonde op Oud-Wisch, bouwde het huidige Kasteel Wisch                                                    |           |                                  |           |           |
| 1285-1329      | Steven I van Wisch      | 6de       | zoon van Dirk I, woonde op Oud-Wisch                                                                           |           |                                  |           |           |
| 1285-1323      | Johan I van Wisch       | 7de       | zoon van Dirk I, woonde op Kasteel Wisch                                                                       |           |                                  |           |           |
| 1323/1329-1331 | Hendrik I van Wisch     | 8ste      | zoon van Steven I van Wisch, woonde op Kasteel Wisch nam het wapen (twee rode leeuwen) van zijn echtgenote aan |           |                                  |           |           |
| 1331-1337      | Dirk II van Wisch       | 9de       | broer, woonde op Kasteel Wisch                                                                                 |           |                                  |           |           |
| 1337-1369      | Dirk III van Wisch      | 10de      | zoon, woonde op Kasteel Wisch                                                                                  |           |                                  |           |           |
| 1369-1369      | Steven II van Wisch     | 11e 1/2   | zoon, woonde op Kasteel Wisch                                                                                  | 1369-1390 | Hendrik II van Wisch             | 12e 1/2   | zoon      |
| 1386-1425      | Dirk IV van Wisch       | 13e 1/2   | zoon, woonde op Kasteel Wisch                                                                                  | 1390-1448 | Hendrik III van Wisch            | 14e 1/2   | zoon      |
| 1425-1432      | Stevina van Wisch       | 15e 1/2   | dochter, trouwde met Hendrik I van Homoet                                                                      | 1448-1460 | Hendrik IV van Wisch             | 17e 1/2   | zoon      |
| 1432-1457      | Johan van Homoet        | 16e 1/2   | zoon | 1460-1464 | Dirk V van Wisch                 | 19e 1/2   | broer     |
| 1457-1486      | Hendrik II van Homoet   | 18e 1/2   | zoon, woonde op Kasteel Wisch                                                                                  | 1464-1517 | Johan II van Wisch               | 20ste 1/2 | broer     |
| 1486-1506      | Oswald I van den Bergh  | 21ste 1/2 | koopt de 1/2 heerlijkheid                                                                                      |           |                                  |           |           |
| 1506-....      | Frederik van den Bergh  | 22ste 1/2 | zoon, zuster van Walburga van Den Bergh zij trouwde met ->                                                     | 1517-1519 | Hendrik V van Wisch              | 23ste 1/2 | zoon      |
|                |                         |           | | 1519-1544 | Joachim van Wisch                | 1/2       | zoon      |
|                |                         |           | | 1544-1583 | Ermgard van Wisch                | 1/2       | zuster    |
|                |                         |           | | 1587-1621 | Joost van Limburg Stirum         | 1/2       | kleinzoon |
|                |                         |           | | 1621-1644 | Herman Otto I van Limburg Stirum | 1/2       | zoon      |
| 1644-1679      | Otto van Limburg Stirum | 1         | zoon |           |                                  |           |           |

Met de dood van Dirk IV van Wisch op 7 december 1425 stierf de oudste tak van de heren van Wisch uit. Het kasteel ging voor de helft over in handen van het geslacht Van Homoet. In 1486 verkocht Hendrik II van Homoet zijn huis plus de halve heerlijkheid aan graaf Oswald I van den Bergh te 's-Heerenberg. Als gevolg hiervan werd het Huis Wisch steeds vaker aangeduid als het "Berghsche Huis", dit zeer tegen de zin van de andere halfheren van Wisch die ook aanspraken op het kasteel maakten.
- in 1644 werden de huizen weer verenigd na het overlijden van Herman Otto I van Limburg Stirum, zoon van Joost van Limburg Stirum